# David Komatz
David Komatz, född 10 december 1991 i Rottenmann, är en österrikisk skidskytt. Vid världsmästerskapen i skidskytte 2021 i Pokljuka tog han, tillsammans med Simon Eder, Dunja Zdouc och Lisa Theresa Hauser, silver i mixstafett.

## Resultat

### Världscupen

#### Pallplatser i lag
| Säsong  | Datum            | Plats         | Disciplin  | Placering | Lagkamrat(er)         |
| ------- | ---------------- | ------------- | ---------- | --------- | --------------------- |
| 2020/21 | 10 februari 2021 | Pokljuka (VM) | Mixstafett | 2:a       | Eder / Zdouc / Hauser |

### Världsmästerskap
| Tävling       | Distans | Sprint | Jaktstart | Masstart | Stafett | Mixstafett | Singelmix |
| ------------- | ------- | ------ | --------- | -------- | ------- | ---------- | --------- |
| Oslo 2016     | 41:a    | –      | –         | –        | –       | –          | i.u.      |
| Pokljuka 2021 |         | 38:e   |           |          |         | Silver     |           |